# Садовое (Атбасарский район)
Садо́вое (каз. Садовое) — село в Атбасарском районе Акмолинской области Казахстана. Входит в состав Покровского сельского округа. Код КАТО — 113852200.

## География
Село расположено на берегу реки Жыланды, в северной части района, на расстоянии примерно 7 километров (по прямой) к северу от административного центра района — города Атбасар, в 14 километрах к юго-западу от административного центра сельского округа — села Покровка.
Абсолютная высота — 284 метров над уровнем моря.
Ближайшие населённые пункты: город Атбасар — на юге, село Борисовка — на востоке, село Покровка — на северо-востоке.
Восточнее села проходит автодорога республиканского значения — Р-12 «Кокшетау — Атбасар», южнее — М36 «Граница РФ (на Екатеринбург) — Алматы, через Костанай, Астана, Караганда».

## История
В 1989 году село являлось административным центром Садового сельсовета, куда помимо Садовое входили ещё 3 населённых пункта — Ащиколь, Пригородное, Смирновка.
В периоде 1991—1998 годов:
- Садовый сельсовет был преобразован в сельский округ в соответствии с реформами административно-территориального устройства Республики Казахстан;
- село Ащиколь было передано в состав Сергеевского сельского округа.

Совместным решением Акмолинского областного маслихата и акимата Акмолинской области от 7 декабря 2005 года № ЗС-16-13 «О внесении изменений в административно-территориальное устройство области по Енбекшильдерскому, Сандыктаускому, Шортандинскому, Атбасарскому районам» (зарегистрированное Департаментом юстиции Акмолинской области 4 января 2006 года № 3170):
- сёла Пригородное и Смирновка были отнесены в категорию иных поселений и исключены из учётных данных;
- поселения упразднённых сёл были включены в состав села Садовое.

Постановлением акимата Акмолинской области от 10 декабря 2009 года № а-13-532 и решением Акмолинского областного маслихата от 10 декабря 2009 года № 4С-19-5 «Об упразднении и преобразовании некоторых населенных пунктов и сельских округов Акмолинской области по Аккольскому, Аршалынскому, Астраханскому, Атбасарскому, Енбекшильдерскому, Зерендинскому, Есильскому, Целиноградскому, Шортандинскому районам» (зарегистрированное Департаментом юстиции Акмолинской области 20 января 2010 года № 3344):
- село Садовое было передано в состав Покровского сельского округа;
- Садовый сельский округ был упразднён и исключён из учётных данных.

## Население
В 1989 году население села составляло 937 человек (из них русские — 41 %).
В 1999 году население села составляло 824 человека (391 мужчина и 433 женщины). По данным переписи 2009 года, в селе проживало 688 человек (346 мужчин и 342 женщины).
| Численность населения | Численность населения | Численность населения |
| 1989                  | 1999                  | 2009                  |
| --------------------- | --------------------- | --------------------- |
| 937                   | ↘824                  | ↘688                  |

## Улицы[7]
- ул. Достык,
- ул. Есенберлина,
- ул. Желтоксан,
- ул. Муканова,
- ул. Победы,
- ул. Садовая,
- ул. Смирновка,
- ул. Ыбырая Алтынсарина